# Икономическо благосъстояние
Икономическо благосъстояние, също в смисъла на благополучие, благоденствие и добруване в социален, икономически, психологически, духовен и медицински (здравен) аспект има значението на състояние или изпитване на индивидуално или групово добро и отлично състояние, и също положително развитие. В икономиката терминът е използван в квантитативни изследвания, които оценяват качеството на живот на даден индивид, група или общество като цяло в икономическия подход на способностите и талантите и икономика на щастието.

## Когнитивно благосъстояние
Когнитивното благосъстояние се развива чрез оценяването на нечии взаимодействия със средата и другите хора. „Икономика на благосъстоянието в крайна сметка се занимава с когнитивни концепции като благосъстояние, щастие и задоволство. А тези се отнасят до идеи като аспирации и нужди, удовлетвореност и разочарование“ . В когнитивен аспект хората имат тенденцията да оценяват своето благосъстояние на базата на социалните класи, които са част от тяхната общност. В общества с широка вариативност на социални статуси по-ниските класи имат тенденцията да сравняват техния лайфстайл с този на по-високите класи или също на по-престижните социални статуси. В зависимост от това как някой интерпретира своите нужди и необходимости като удовлетворявани или не, той/тя съответно развива определено когнитивно отношение към своето благосъстояние, а от там и афективно ниво на благосъстояние.

## Афективно благосъстояние
Афективно благосъстояние е „кумулативният опит от афектите“ , резултиращи от общото икономическо състояние и когнитивно благосъстояние. Има пет различни фактора или скали, отношения, по които афективното състояние на индивидите може да бъде измервано:
- безпокойство – комфорт
- депресия – удоволствие
- отегчение – ентусиазъм
- умора – оживеност
- гняв – спокойствие [3] Всяка група от тези фактори са биполярни опозиции, базирани на нивото, на което някой изпитва тези емоции във връзка с неговото благосъстояние.

Това са различните нива на афект на благосъстоянието: „силно негативния афект е представен от безпокойство и враждебност; ниския негативен афект е представен от спокойствие и релаксираност; високо позитивният афект е представен от състояние на приятна приповдигнатост и ентусиазъм и ниския позитивен афект е представен от едно неприятно състояние и слаба приповдигнатост (тъпота, притъпеност на чувствата, затъпяване, бавност, ленивост, бездейност)“.